# Кристиян Узунов
Кристиян Валериев Узунов е български футболист, защитник. Роден е на 4 февруари 1989 г. в София. Състезател на Витоша (Бистрица).

## Кариера
Започва кариерата си в юношеските формации на ЦСКА София. От 2014 г. е играч на Оборище (Панагюрище). Между 2006 и 2008 г. играе в юношеския национален отбор на България до 19 г.